# Сивки (Черниговская область)
Сивки — ныне не существующее село в Черниговской области Украины. Располагалось юго-западнее села Василева Гута, и граничило с озером «Казар». Встречаются названия озера: «Казары», «Козары», однако в обиходе сивковцы очень редко упоминали название озера, а называли его просто «озером».
В 1967—1970 годах жителей села было выселено — возможно, из-за опасности затопления при создании Киевского водохранилища. Однако территория села осталась не затопленной, но люди в село уже не вернулись, так как были принудительно расселены по другим населённым пунктам.
В Сивках до выселения был колхоз (имени 8-го березня), школа, дом культуры, библиотека, два магазина, православная церковь, сельсовет. Возле сельсовета стоял памятник погибшим в Великой Отечественной войне воинам односельчанам. После выселения, памятник перевезли и установили в с. Боровики, которое находится в семи километрах от Сивок. По состоянию на 2016 год, на том месте, где стоял памятник в с. Сивки, остался разрушенный постамент. Ближайшая больница со стационаром и роддомом находилась в селе Навозы (сейчас Днепровское). Сивки до самого выселения так и оставалось не электрифицированным селом, только в колхозе и клубе при необходимости использовался электрогенератор. В последние годы перед выселением по селу под землёй было проложено проводное радио. В любое время года большую часть рациона селян составляла свежая рыба.
Еще до создания Киевского водохранилища село иногда затапливалось водой при весенних разливах Днепра.
В древней книге: «Черниговская губерния. Список населенных мест по сведениям 1859-го года.» на стр. 140, подписанной как: «Черниговская губ. — XII. Уезд Остерский. — стан 1.» в таблице имеется запись про Сивки, где указано:
- Название населенных мест: по Киевской дороге по берегу р. Днепра из Черниговского уезда. По правую сторону этой дороги. Сивки, д. каз.
- Местоположение: при болоте Выдр.
- Расстояние от уездного города: 49 верст; расстояние от станов. кварт.: 34 верст.
- Число дворов: 84.
- Число жителей мужского пола: 284, женского пола: 303.

В графе таблицы: «Церкви и молитвенные здания; учебные и благотворительные заведения; почтовые станции; ярмарки, базары, пристани; фабрики и заводы и т. п.» по Сивкам ничего не записано. А по ближайшему селу Сорокошичи имеется запись: «Церковь православная».
В селе Сивки родилась известная украинская писательница Валентина Мастерова. Её роман «Суча дочка» (на украинском языке, по-русски «Сучья дочь») написан на основании реальных фактов жизни села. В конце первого десятилетия 21-го века на просторах Интернета появилась информация об идее снять фильм по роману «Суча дочка», также был создан расчётный счёт для перевода денег для съёмки фильма. Шли годы, а про судьбу фильма и расчетного счета ничего не было известно. И вот наконец-то по информации из статьи «Письменниця Валентина Мастєрова виїхала з міста від людей у село», опубликованной 16 апреля 2015 на сайте gorod.cn.ua, стало известно, что деньги, собранные для съемки фильма по роману «Суча дочка», Валентина Мастерова передала на лечение больного на лейкемию ребенка, про которого узнала из телевизора (ссылка на статью внизу в разделе ссылок).
В 2013 году в Сивках установлен памятный крест с надписью «Тут було село Сивки». Средства на памятный крест собирали бывшие сельчане. Они каждый год приезжают в родное село, останавливаются в домике на берегу озера.